# Gottfrid Rystedt (läkare)
Carl Gottfrid Rystedt, född 1 maj 1875 i Stockholm, död där 7 juli 1938, var en svensk läkare.
Gottfrid Rystedt var son till Gottfrid Rystedt. Efter mogenhetsexamen i Stockholm 1893 blev Rystedt medicine kandidat 1899 och medicine licentiat 1904 vid Karolinska Institutet. Han hade förordnanden i patologi, oftalmiatrik, neurologi, epidemiologi och fysiologi samt Serafimerlasarettets medicinska klinik 1906–1908 och var föreståndare för dess medicinska poliklinik 1908–1909 men lämnade den kliniska banan och öppnade praktik i Stockholm 1909. Han var vidare skolläkare vid Nya elementarskolan från 1908, överläkare vid Loka brunn 1911–1914 och vid Ronneby brunn 1915–1917, överläkare i Sjukförsäkringsaktiebolaget Eir från 1913 och livmedikus från 1915. Han var därjämte lärare för Sophiahemmets sjuksköterskor i invärtes medicin från 1909 i och i anatomi och fysiologi från 1930 samt undervisade i plastisk anatomi vid Konsthögskolan 1921–1922 och vid Tekniska skolan från 1923. Han företog under en följd av år studieresor till utlandet och företrädde därvid ofta svenska läkarsammanslutningar på internationella kongresser. Han hade en mängd kollegiala uppdrag och var bland annat generalsekreterare i Nordisk förening för invärtes medicin 1923–1925 samt utgav förhandlingar från dess kongress 1925. Gottfrid Rystedt var även en talangfull lutsångare, aktiv seglare, skärgårdsentusiast och amatörbotaniker.